# شيول

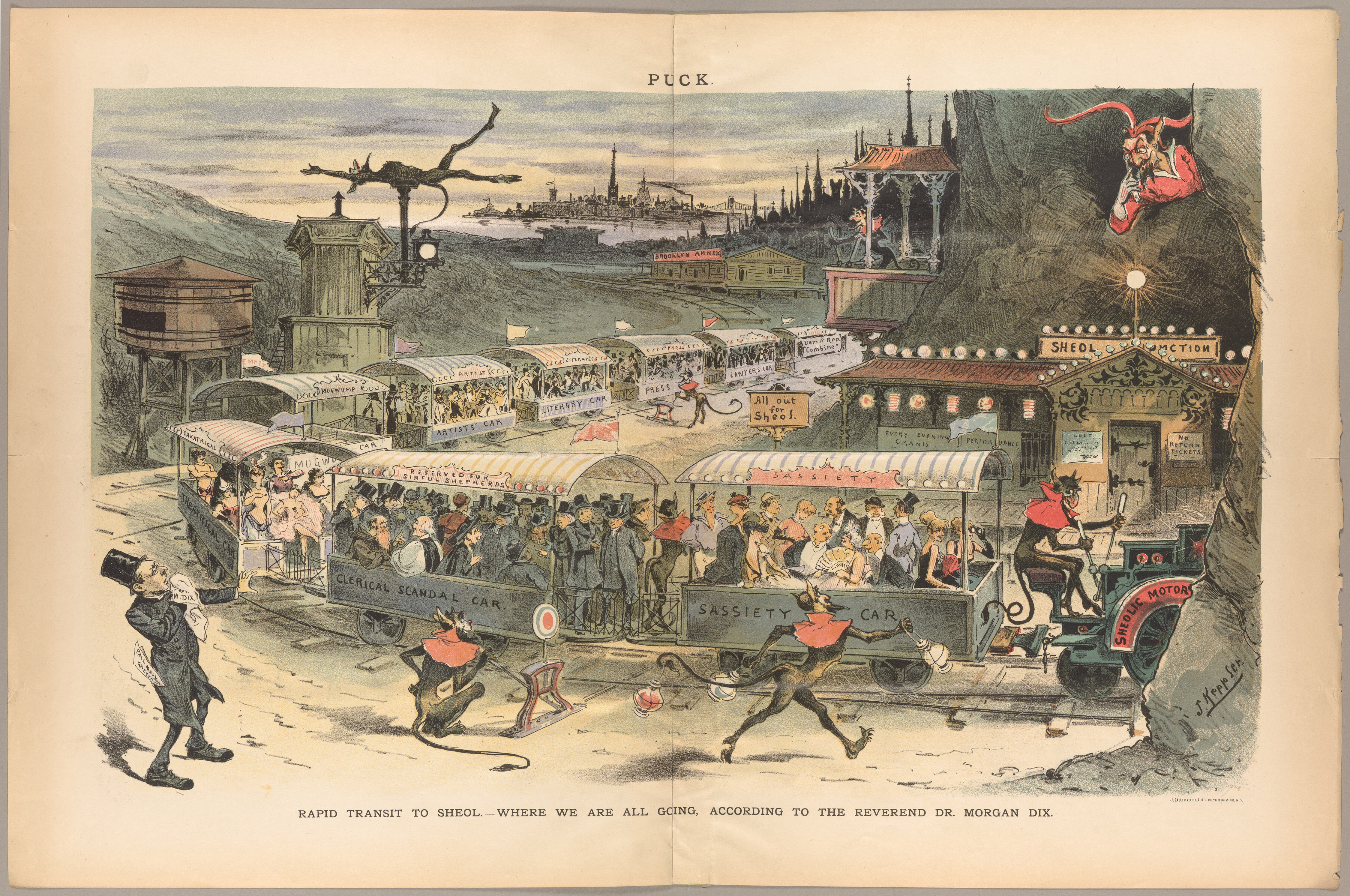
العبور السريع لشيول - حيث نحن جميعاً ذاهبون بحسب مورغان ديكس, رسم من جوزيف كيبلر، 1888.

شيول (باللغة الأنجليزية Sheol وبالغة العبرية: שְׁאוֹל Šəʾōl) كما تعرف بالعربية ب (الهاوية أو الجحيم) وتعريف هذه الكلمة في الكتاب المقدس العبري أنه مكان مظلم يذهب إليه الموتى، وفي بعض الظروف يُعتقد أنهم قادرون على التواصل مع الأحياء. كما تُسمى شيول أيضًا هاديس (Hades) باللغة اليونانية.
يصف الكتاب المقدس العبري شيول بأنه مكان الموتى الأبدي في فترة الهيكل الثاني (تقريبا بين 500 قبل الميلاد إلى 70 بعد الميلاد), ويعتبر شيول بأنه مكان الموتى الأشرار أو الفاجرين، بينما تعتبر الجنة مكان الموتى الصالحين حتى آخر حكم (يوم القيامة)(مثال: 1 أخنوخ 22؛ لوقا 16:19–31). وفي بعض النصوص يعتبر شيول أنه مكان لعقاب الموتى الفاجرين/الأشرار، وهو ما يعادل جهنم في التلمود.
عندما تمت ترجمة الكتب المقدسة إلى اللغة اليونانية حوالي عام 200 قبل الميلاد في الإسكندرية القديمة، تم استبدال كلمة شيول بكلمة هاديس (hades) (العالم السفلي اليوناني),و ينعكس ذلك في العهد الجديد حيث تمثل كلمة هاديس العالم السفلي للموتى وتجسيد له.
عندما ترجمت الكتب العبرية الدينية إلى اليونانية في الإسكندرية القديمة حوالي 200 قبل الميلاد، تم استبدال كلمة «شيول» إلى «هادس» أيّ (العالم السفلي باليوناني). ينعكس هذا في العهد الجديد حيث تمثل «هادس» عالمًا سفلياً للموتى وتجسيدًا له.

## اليهودية
وفقا لما كتبه هيربيرت سي بريشتو في مجلة (كلية الاتحاد العبري السنوي), فإن مقبرة العائلة هو المفهوم المركزي لفهم النظرة التوراتية فيما يتعلق بالحياة الآخرة ويقول بريشتو أنه «ليست مجرد احترام عاطفي للبقايا المادية... هو الدافع وراء هذه الممارسة، بل الدافع هو صلة مفترضة بين ثقافة الدفن المناسب وحالة سعادة المتوفى في الحياة الآخرة». ويرى بريشتو أيضا أن الإسرائيليين الأوائل كما يبدو إعتقدوا أن قبور العائلة أو القبيلة مجموعين في كيان واحد، بمعنى موحّدًا بشكل جماعي، هو ما يدل عليه المصطلح التوراتي العبري شيول؛ مقبرة البشر المشتركة. وعلى الرغم أن شيول غير معرف بدقة في التناخ، إلا أن المصطلح في هذا المنظور يمثل عالمًا سفليًا تحت الأرض حيث تذهب الأرواح إليه بعد وفاة الجسد. وقد كان للبابليين عالم سفلي يدعى أرالو كما كان للإغريق أيضا عالم سفل يسمونه هاديس.
و يزيد بريشتو أن هناك أسماء أخرى لشيول مثل أبادون (Abaddon) (حطام) في مزامير 88 : 11-12 وأيوب 28 : 22 وفي امثال 15 : 11 وبور (Bor) (الهاوية) في اشعياء 14 : 15 واشعياء 24 : 22 وحزقيال 26 : 20 و shakhat)) وتعني الفساد في اشعياء 38 : 17 وحزقيال 28 : 8.
يوجد في التناخ، القليل من الإشارات إلى وجود قيامة الاموات إذ يظهر المفهوم في مصدرين كتابيين فقط وهم دانيال،(دانيال 12) واشيعاء (اشيعاء 25 _26).

## التجسيد في الكتاب المقدس العبري
جادل فويتشيك كوسيور بأن كلمة «شيول» في الكتاب المقدس العبري تشير إلى إله العالم السفلي، وما يدعم هذه الفرضية بعض الشيء هو أنه  في بعض المواد الأدبية القديمة في الشرق الأدنى لوحات أكادية تذكر اسم شوالو أو سوالا في إشارة إلى إله مسؤول عن حكم مسكن الموتى، وعلى هذا النحو ربما تم استعارة المصطلح من قبل العبرانيين ودمجها في نظام معتقداتهم المبكر، وعلاوة على ذلك  يجادل بعض العلماء بأن شيول بفهم تجسيدي (أنثروبومورفياليالي) يتناسب مع المركب الدلالي لآلهة الموت القديمة الأخرى في الشرق الأدنى مثل نرغال وارشكيجال والإله موت. كما يشكك علماء أخرون بهذه القراءات.

## نصوص الكتاب المقدس
أشارت نصوص عدة من الكتاب المقدس العبري إلى شيول (الهاوية), مثل النصوص الآتية:
عدد 16 : 31-34 : 31 فَلمَّا فَرَغَ مِنَ التَّكَلُّمِ بِكُلِّ هَذَا الكَلامِ انْشَقَّتِ الأَرْضُ التِي تَحْتَهُمْ 32 وَفَتَحَتِ الأَرْضُ فَاهَا وَابْتَلعَتْهُمْ وَبُيُوتَهُمْ وَكُل مَنْ كَانَ لِقُورَحَ مَعَ كُلِّ الأَمْوَالِ 33 فَنَزَلُوا هُمْ وَكُلُّ مَا كَانَ لهُمْ أَحْيَاءً إِلى الهَاوِيَةِ وَانْطَبَقَتْ عَليْهِمِ الأَرْضُ فَبَادُوا مِنْ بَيْنِ الجَمَاعَةِ. 34 وَكُلُّ إِسْرَائِيل الذِينَ حَوْلهُمْ هَرَبُوا مِنْ صَوْتِهِمْ لأَنَّهُمْ قَالُوا: «لعَل الأَرْضَ تَبْتَلِعُنَا».
أيوب 7 : 7-10: 7 [اُذْكُرْ أَنَّ حَيَاتِي إِنَّمَا هِيَ رِيحٌ وَعَيْنِي لاَ تَعُودُ تَرَى خَيْراً. 8 لاَ تَرَانِي عَيْنُ نَاظِرِي. عَيْنَاكَ عَلَيَّ وَلَسْتُ أَنَا! 9 السَّحَابُ يَضْمَحِلُّ وَيَزُولُ. هَكَذَا الَّذِي يَنْزِلُ إِلَى الْهَاوِيَةِ لاَ يَصْعَدُ. 10 لاَ يَرْجِعُ بَعْدُ إِلَى بَيْتِهِ وَلاَ يَعْرِفُهُ مَكَانُهُ بَعْدُ.
مزامير 88 : 2-10: 2 فَلْتَأْتِ قُدَّامَكَ صَلاَتِي. أَمِلْ أُذْنَكَ إِلَى صُرَاخِي 3 لأَنَّهُ قَدْ شَبِعَتْ مِنَ الْمَصَائِبِ نَفْسِي وَحَيَاتِي إِلَى الْهَاوِيَةِ دَنَتْ. 4 حُسِبْتُ مِثْلَ الْمُنْحَدِرِينَ إِلَى الْجُبِّ. صِرْتُ كَرَجُلٍ لاَ قُوَّةَ لَهُ. 5 بَيْنَ الأَمْوَاتِ فِرَاشِي مِثْلُ الْقَتْلَى الْمُضْطَجِعِينَ فِي الْقَبْرِ الَّذِينَ لاَ تَذْكُرُهُمْ بَعْدُ وَهُمْ مِنْ يَدِكَ انْقَطَعُوا. 6 وَضَعْتَنِي فِي الْجُبِّ الأَسْفَلِ فِي ظُلُمَاتٍ فِي أَعْمَاقٍ. 7 عَلَيَّ اسْتَقَرَّ غَضَبُكَ وَبِكُلِّ تَيَّارَاتِكَ ذَلَّلْتَنِي. سِلاَهْ. 8 أَبْعَدْتَ عَنِّي مَعَارِفِي. جَعَلْتَنِي رِجْساً لَهُمْ. أُغْلِقَ عَلَيَّ فَمَا أَخْرُجُ. 9 عَيْنِي ذَابَتْ مِنَ الذُّلِّ. دَعَوْتُكَ يَا رَبُّ كُلَّ يَوْمٍ. بَسَطْتُ إِلَيْكَ يَدَيَّ. 10 أَفَلَعَلَّكَ لِلأَمْوَاتِ تَصْنَعُ عَجَائِبَ أَمِ الأَخِيلَةُ تَقُومُ تُمَجِّدُكَ؟ سِلاَهْ.
كما يوجد نصوص أخرى تذكر شيول مثل:  1 صموئيل 2 : 6 و 2 صموئيل 22 : 5-19 وأيوب 10 : 18-22 ومزامير 30 : 4 ومزامير 94:17 ومزامير 143:3 ومزامير 115:17 ويونان 2 : 3-8 وغيرها.

## العهد الجديد
يوجد في العهد الجديد أيضًا مقاطع تصف الجحيم، مثل قصة الغني ولعازر في لوقا 16 : 19-31.
انظر أيضًا
- البرزخ
- تأريخ الكتاب المقدس
- العهد القديم

- آراء مسيحية حول هاديس
- أيرينه (إلهة)
- هيل (Hel (being))
- اليهودية الهلنستية
- ليمبوس البطاركة (Limbo of the Patriarchs)
- ·شالم
- عالم الأرواح (قديسي الأيام الأخيرة)
- تارتاروس
- Xibalba

## فهرس
- Aune, David E. (2003). "Cosmology". Westminster Dictionary of the New Testament and Early Christian Literature. Westminster John Knox Press. ISBN 9780664219178.
- Bernstein, Alan E. (1996). The Formation of Hell: Death and Retribution in the Ancient and Early Christian Worlds. Cornell University Press. ISBN 978-0801481314.
- Brichto, Herbert Chanan (1973). "Kin, Cult, Land and Afterlife – A Biblical Complex". Hebrew Union College Annual. 44: 1–54. JSTOR 23506813.
- Hess, Richard S. (2007). Israelite Religions: An Archeological and Biblical Survey. Baker Academic Press. ISBN 9781441201126.
- Kelly, Henry A. (2010). "Hell with Purgatory and two Limbos". In Moreira, Isabel; Toscano, Margaret (eds.). Hell and Its Afterlife: Historical and Contemporary Perspectives. Ashgate Publishing. ISBN 9780754667292.
- Knobel, Peter (2011). "Death". In Berlin, Adele; Grossman, Maxine (eds.). The Oxford Dictionary of the Jewish Religion. Oxford University Press. ISBN 9780199730049.
- Longenecker, Richard N. (2003). "Cosmology". In Gowan, Donald E. (ed.). The Westminster Theological Wordbook of the Bible. Westminster John Knox Press. ISBN 9780664223946.
- Mabie, F.J (2008). "Chaos and Death". In Longman, Tremper; Enns, Peter (eds.). Dictionary of the Old Testament. InterVarsity Press. ISBN 9780830817832.
- O'Dowd, R. (2008). "Creation imagery". In Longman, Tremper; Enns, Peter (eds.). Dictionary of the Old Testament. InterVarsity Press. ISBN 9780830817832.
- Rainwater, Robert (1990). "Sheol". In Watson E. Mills (General Editor) (ed.). Mercer Dictionary of the Bible. Mercer University Press. ISBN 9780865543737.
- Reike, Bo (2001). "Hell". In Metzger, Bruce Manning; Coogan, Michael David (eds.). The Oxford Guide to Ideas & Issues of the Bible. Oxford University Press. ISBN 9780195149173.